# NISA Investment Advisors
NISA Investment Advisors LLC ist ein US-amerikanischer Finanzdienstleister mit Hauptsitz in Clayton, Vereinigte Staaten. Das Unternehmen verwaltet ein Vermögen von 432 Mrd. US-Dollar (Stand Juli 2025). Der Kundenstamm des Unternehmens besteht in erster Linie aus Unternehmen und Institutionen, Einrichtungen für die betriebliche, öffentliche und betriebliche Altersversorgung, Stiftungen und Stiftungsfonds, staatlichen und öffentliche Einrichtungen, Gesundheitseinrichtungen, Versicherungsunternehmen usw. Fast die Hälfte des betreuten Vermögens ist in festverzinslichen Anleihen angelegt. Daneben wird auch in Derivate und Aktien investiert.

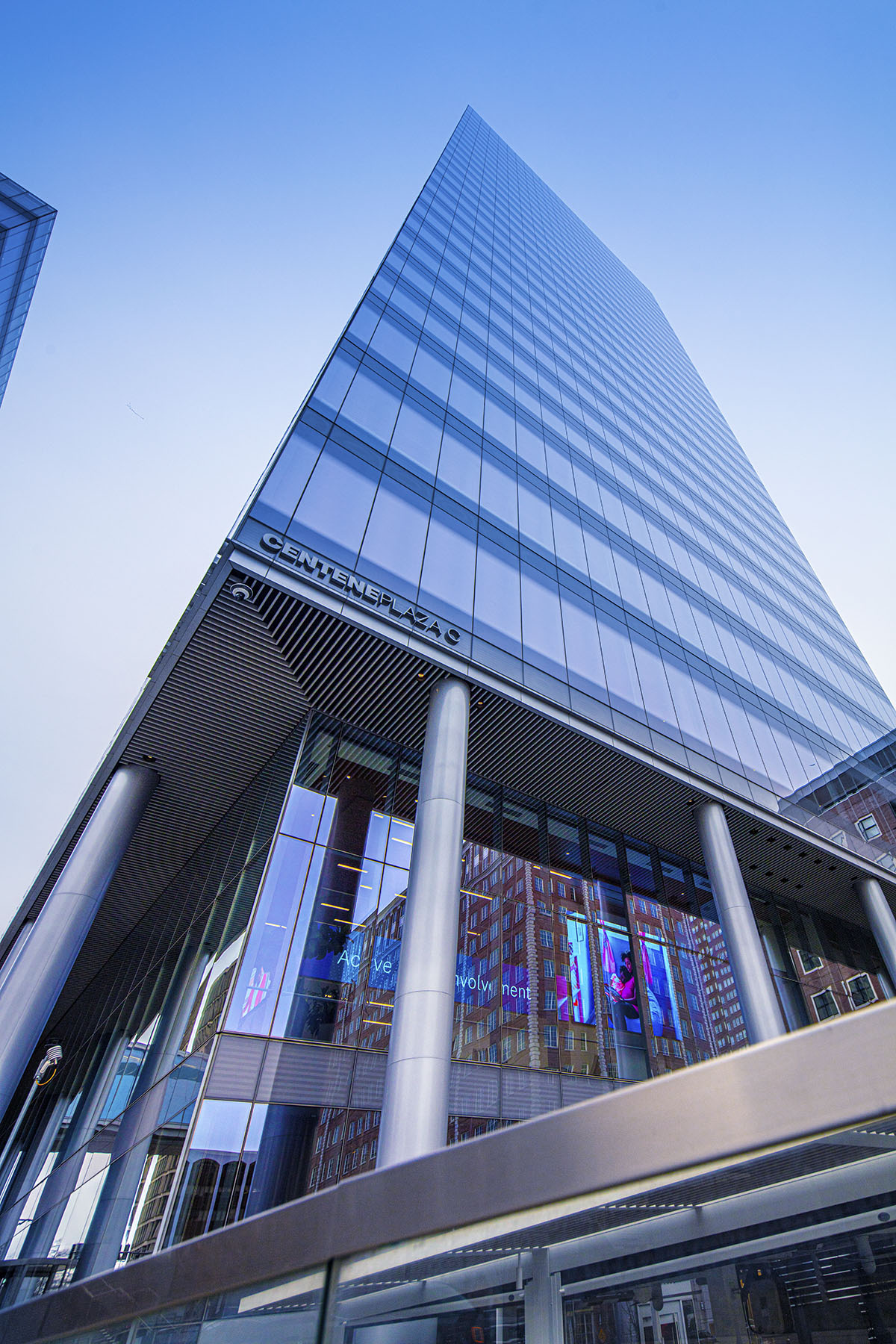
Hauptquartier von NISA in Clayton

## Geschichte
Der Vorgänger von NISA war National Investment Services of America, eine Investmentgesellschaft mit Sitz in Milwaukee, Wisconsin. 1994 spaltete sich National Investment Services of America in drei separate Unternehmen auf. Jess Yawitz und Bill Marshall, die dort angestellt waren, gründeten eines der drei Unternehmen, NISA Investment Advisors. Zuvor waren beide Dozenten der Olin Business School der Washington University in St. Louis und zogen dann nach New York City, um bei Goldman Sachs zu arbeiten.
Zu Beginn beschäftigte das Unternehmen 20 Mitarbeiter und verwaltete ein Vermögen von 3,9 Milliarden US-Dollar. NISA blieb zunächst in Milwaukee, zog aber später nach Clayton.
2017 verkauften Marshall und Yawitz ihre Anteile an dem Unternehmen an die Geschäftsleitung. Marshall und Yawitz schieden 2018 bzw. Ende 2021 aus ihren Führungspositionen aus. David Eichhorn, der seit 1999 im Unternehmen tätig war, wurde zu ihrem Nachfolger als CEO ernannt.
Im April 2025 stellte NISA ein Team für quantitatives Investieren ein, um die neue quantitative Aktienstrategie zu betreuen.
NISA befindet sich zu 100 % im Besitz der Mitarbeiter.